# Roberto Cantoral

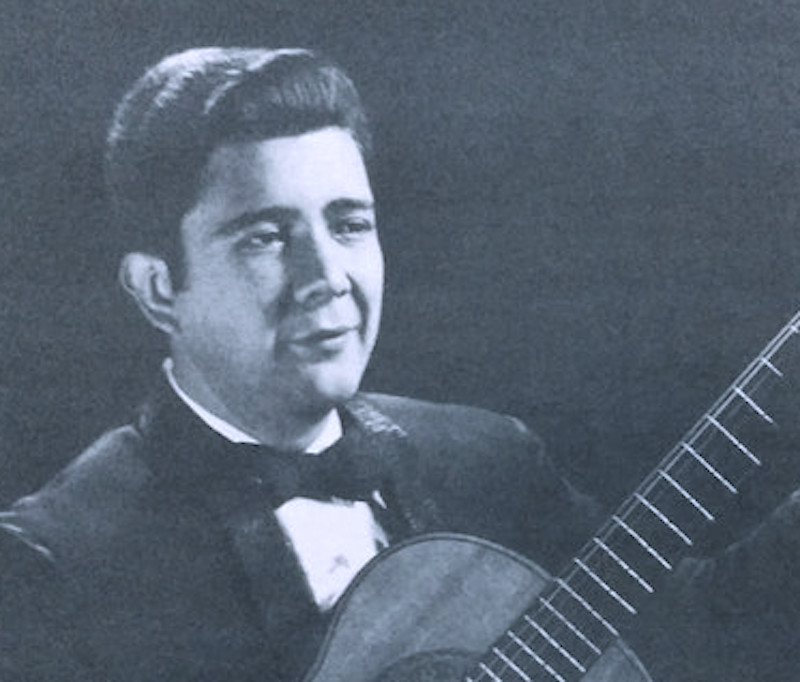
Roberto Cantoral

Roberto Antonio Cantoral García (Ciudad Madero, Tamaulipas, 7 de junio de 1930-Toluca de Lerdo, Estado de México, 7 de agosto de 2010) fue un cantante y compositor mexicano. Fue presidente de la Sociedad de Autores y Compositores de México (SACM), desde 1982. Sus canciones El reloj, El triste, Al final, Noche no te vayas, Regálame esta noche, La barca, Quiero huir de mí y El preso número nueve son algunas de las más populares de su repertorio. Fue padre de la actriz mexicana Itatí Cantoral y del compositor y productor mexicano José Cantoral. Ha sido interpretado por una gran cantidad de cantantes en todo el mundo.

## Primeros años
Desde muy joven dio muestras de su inspiración y facilidad para la música y la composición. Él y su hermano, Antonio Cantoral, formaron el dueto Hermanos Cantoral en 1950.

## Los Tres Caballeros
Posteriormente formó el trío Los Tres Caballeros, con el que hizo toda una época en la canción romántica de México. Además, realizó importantes giras en diversos países, como Estados Unidos, Japón Argentina, etc..

## Principales composiciones
Se convirtió en solista en 1960. Su obra incluye canciones de gran fama y prestigio mundial, tales como El reloj, El preso número nueve, Al final, El triste, Noche no te vayas, Regálame esta noche, Yo lo comprendo, Chamaca, Quijote, Soy lo prohibido, Qué mal amada estás, Me está gustando, Un poquito de pecado, Quiero huir de mí, El crucifijo de piedra, Yo no voy a la guerra y muchas otras que han dado la vuelta al mundo.

## Sociedad de Autores y Compositores de México
El compositor Manolo Marroquín, miembro del Consejo Directivo de la SACM, calificó a Cantoral como «el más grande dirigente que ha tenido nuestra sociedad», y agregó que «fue el que llevó a la cúspide internacional a la SACM, y sobre todo hay que agradecerle elevar la calidad de vida de los compositores».

## Altruismo y reconocimientos

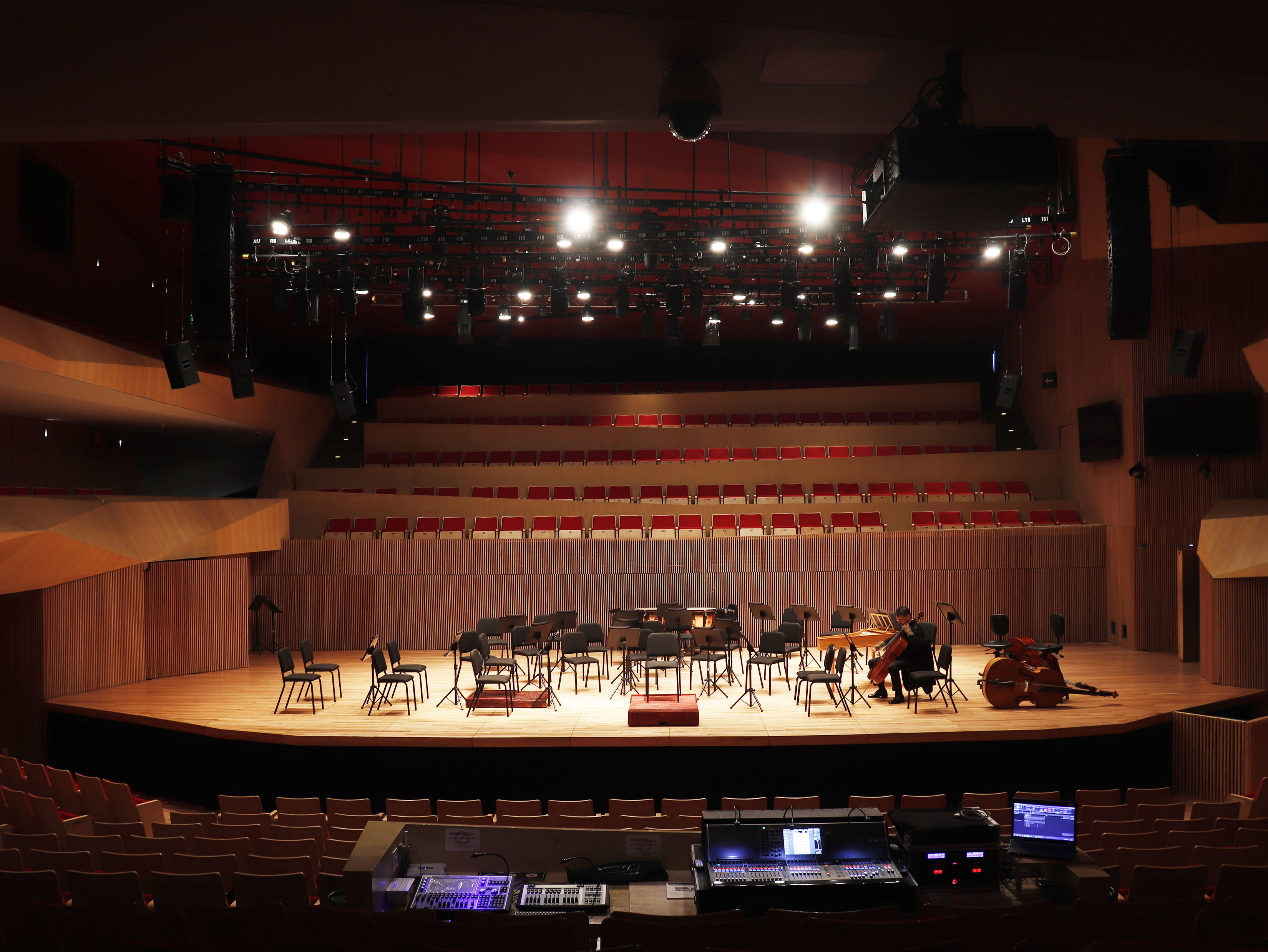
El Centro Cultural Roberto Cantoral

Cantoral cedió los derechos de su composición Pobre Navidad a instituciones de atención a la infancia del mundo, por lo que recibió reconocimientos de dignatarios y primeras damas, entre ellas Yvonne de Gaulle (Francia) y Lady Bird Johnson (Estados Unidos).
Su canción Plegaria de paz se trasmitió durante tres años consecutivos en el Vaticano.
En Bulgaria ganó, en el Festival de Festivales, el premio Orfeo Negro, con su canción El triste. Además, participó en los principales festivales de la canción a nivel mundial, entre los que se encuentran el de Río de Janeiro, el de Tokio y el de Atenas. En todos ellos sus canciones se colocaron entre los primeros sitios.
En 1982 fue elegido presidente de la Sociedad de Autores y Compositores de México (SACM), y en 2003 fue nombrado, por sexta ocasión, presidente del Comité Iberoamericano de la Confederación Internacional de Sociedades de Autores y Compositores (CISAC).
Fue invitado a los principales programas de espectáculos de televisoras y radiodifusoras de varios naciones, como el programa de Arthur Garfield, en Estados Unidos; el de Alice Bontorno, en Italia, y en el de Gran parada, en España, entre otros. Sus presentaciones personales superaron las 1500 en 120 países, durante 15 años de labor artística.[cita requerida]
Por su gran obra musical se le entregaron importantes reconocimientos, algunos de los cuales recibió de manos de presidentes de diversos países.
Fue nombrado Mr. Amigo y ciudadano honorario de Brownsville, Texas por el alcalde de esa ciudad del estado de Texas.
Hasta agosto de 2010, es la única persona no gubernamental que ha tenido uso de la palabra en un congreso de la Organización Mundial de la Propiedad Intelectual (OMPI), en donde fue ovacionado por su ponencia en defensa de la propiedad intelectual en 1993. Fue reconocido por su talento y su defensa a la propiedad intelectual por la Sociedad de Autores y Compositores de México dando su nombre al centro cultural de la SACM ubicado en el sur de la Ciudad de México.

## Fallecimiento
Falleció el 7 de agosto de 2010, en el Hospital de Toluca, a causa de un infarto agudo de miocardio.